# Madmoizelle
Madmoizelle est un site web et un magazine féminin numérique revendiquant une orientation féministe, fondé en 2005 par Fabrice Florent. Initialement propriété de la société ALJ Agency, il est racheté en 2020 par le groupe Humanoid.

## Historique
Le site est fondé à Lille en 2005 par Fabrice Florent,,, et est une propriété de la société Alj Agency, à destination des femmes de 15 à 30 ans, à une époque à laquelle selon lui « il n'y avait pas grand-chose pour les lectrices de cet âge ».
En février 2013, la rédaction se déplace à Paris, et lance une campagne de financement participatif en juin. En novembre, elle se dote d'une régie publicitaire interne.
Fin 2016, Fabrice Florent abandonne le poste de rédacteur en chef et passe la main à Clémence Bodoc. Il reste cependant toujours à la direction du magazine. À la suite de tensions internes, Clémence Bodoc est licenciée en juillet 2019 et dès lors remplacée par Mymy Haegel, sa vice-rédactrice en chef.
En 2020, Fabrice Florent cède la société ALJ Agency, et donc le site, à la société Humanoid. Il est remplacé par Marine Normand à la direction générale et Mélanie Wanga à la direction des rédactions.
D'après Arrêt sur images, sa ligne éditoriale évolue avec le changement de propriétaire.

## Caractéristiques

### Cible
Il cible les femmes de 15 à 30 ans environ,.

### Contenu
Le site produit notamment des contenus consacrés à la culture et notamment à la culture pop, au cinéma, à la littérature, aux séries télé, à la musique, mais aussi aux jeux vidéo ou aux sorties high tech qui sont d'habitude peu présents dans la presse féminine[source insuffisante].
Il produit régulièrement des contenus, parfois politiquement engagés, sur des sujets touchant à la vie quotidienne des femmes, à la sexualité, au corps féminin, et la santé, aux représentations des femmes dans les produits culturels, à la culture du viol,, au harcèlement,, et au féminisme auquel est consacré une rubrique. Il traite aussi des sujets moins politiques comme la cuisine[réf. nécessaire], la mode ou encore les produits de beauté. En septembre 2016, un article de L'Obs qualifie Madmoizelle de « site féministe jeune et cool ».
Madmoizelle comporte également un forum,. Le site se décline en une application pour smartphones et tablettes, et dispose d'une chaîne YouTube.
Selon une thèse universitaire de Constance Marée parue en 2019 et portant sur une partie de la production YouTube de la chaîne Madmoizelle, son contenu serait contraint à la fois par un environnement relativement hostile aux femmes et par sa proximité avec le magazine féminin revendiquant un positionnement féministe tout en restant très grand public pour des raisons de marketing. Les vidéos produites oscillent en permanence entre le rappel des stéréotypes assignés aux femmes, et des tentatives de s'en démarquer par différentes méthodes, dont le recours à l'humour ou à la parodie.

### Audience
Fabrice Florent revendique 4,3 millions de visites en 2013. Selon l’étude Net Observer-Harris Interactive, il est le cinquième site féminin préféré des Français sondés en septembre 2015 dans la catégorie « Féminins ». En juillet 2020, le site compte 6 millions de visites mensuelles, « un chiffre stable depuis trois ans » d'après Le Figaro.

## Collaboratrices
Une partie de la rédaction participe à La Nuit originale de juin 2016, une table-ronde de vidéastes fondée par Thomas Hercouët.
La comédienne Marion Seclin, qui réalise plusieurs chroniques vidéo pour Madmoizelle,, est régulièrement victime de harcèlement en ligne. En particulier, une vidéo sur le harcèlement lui vaut des menaces de mort en 2016.
Léa Bordier est vidéaste chez Madmoizelle pendant plus de trois ans, avant de se faire connaître par sa série Cher Corps,.

## Polémiques
Fin décembre 2015, des internautes volent des photos de nus publiées sur un forum privé du site Madmoizelle et les diffusent sur des forums de Jeuxvideo.com. L'éditeur de Madmoizelle réplique alors par des menaces de poursuites,.
En septembre 2016, le compte Twitter SaferBlueBird accuse Fabrice Florent de harcèlement sexuel, de harcèlement au travail et d'abus de pouvoir, en relayant des témoignages anonymes d'anciennes salariées,,. Les témoignages affirment entre autres que Madmoizelle licencie ses employées sans préavis quand elles ont des enfants ou sont considérées comme trop vieilles pour correspondre à l'image du magazine ; que l'entreprise incite ses collaboratrices à se mettre en statut d'auto-entrepreneuriat afin d'éviter de leur payer des cotisations sociales ; et qu'elle incite ses rédactrices à afficher leurs poitrines sur la « Seinte Fresque » — un projet body positive permettant à toute femme de déposer sur Madmoizelle une photo de sa poitrine de manière anonyme et sécurisée (selon Madmoizelle) et de voir les photos déposées par d'autres, afin de ne plus être complexées par les poitrines idéalisées et souvent retouchées qui sont présentées dans les médias, films, etc.. Le fondateur du site nie toutes ces accusations.
En mars 2017, un article publié sur le site, titré « Le clip avec Natalie Portman enceinte jusqu'aux yeux qui a horrifié la moitié de la rédac' », critique un clip du chanteur britannique James Blake dans lequel apparaît Natalie Portman. Il évoque la « fascination » et le « dégoût » que provoquerait « le plan sur la peau distendue de la mère où l'enfant commence à gigoter » qui ne serait « pas fait pour les yeux de tous/toutes ». Le site est alors accusé par certains internautes du « body shaming » et de déprécier les femmes enceintes. Un hashtag #Badmoizelle apparaît alors momentanément sur Twitter. Quelques heures plus tard, la rédaction publie un nouvel article (intitulé « L'article qu'on aurait dû publier sur notre rapport à la grossesse, révélé par le clip de James Blake avec Natalie Portman ») comprenant le texte original barré et présentant ses excuses. Les auteurs écrivent avoir « fait une erreur »,[source secondaire nécessaire].